# Vectiraptor
Vectiraptor („lupič z ostrova Wight“) byl rod menšího teropodního dinosaura z čeledi Dromaeosauridae, žijícího v období rané křídy (geologický věk barrem, asi před 125 miliony let) na území dnešní Velké Británie (ostrov Isle of Wight).

## Popis
Typový druh V. greeni byl formálně popsán trojicí paleontologů vedených Nicholasem Longrichem na konci roku 2021. Fosilie typového exempláře v podobě hrudních obratlů a kosti křížové byly objeveny v sedimentech geologického souvrství Wessex.

Velikostní porovnání vektiraptora a dospělého člověka.

Vectiraptor byl zástupcem kladu Eudromaeosauria a vykazoval anatomické podobnosti se severoamerickými dromeosauridy. Je tak dalším dokladem skutečnosti, že Evropa byla v období rané křídy jakýmsi pevninským ostrovním mostem mezi Severní Amerikou a Asií. Dinosauří populace z obou pevninských mas se zde po miliony let mísily a procházely relativně rychlým evolučním vývojem.